# Alina Kouszyk
Alina Koushyk (biał. Аліна Коўшык; ur. w Grodnie) – białoruska dziennikarka pracująca w Polsce, autorka i prowadząca programy w nadawanej z Polski białoruskojęzycznej stacji telewizyjnej Biełsat TV, szefowa redakcji (od 2024).

## Życiorys
Urodziła się w Grodnie. Ukończyła studia na Wydziale Historii Grodzieńskiego Uniwersytetu Państwowego im. Janki Kupały, uzyskując wykształcenie historyczki i nauczycielki języka angielskiego, oraz program magisterski Uniwersytetu Warszawskiego ze specjalnością politologia i historia, kierunek – Europa Wschodnia, uzyskując wykształcenie politologa. Była doktorantką Polskiej Akademii Nauk. Pracuje w nadawanej z Polski białoruskojęzycznej stacji telewizyjnej Biełsat TV. Jest w niej prowadzącą bloku informacyjnego Studyja „Biełsat” (pol. Studio Biełsat), a także autorką i prowadzącą międzynarodowy program PraSwiet.
Alina Kouszyk prowadzi blog kulinarny „1000 i 1 kouszyk”, który jest prawdopodobnie jedynym białoruskojęzycznym blogiem o tej tematyce.
W ramach reorganizacji kanału po sporze wokół mediów publicznych, 15 listopada 2024 została szefową redakcji Biełsatu.